# Fauve de Bourgogne
Vous lisez un « bon article » labellisé en 2011.
Le Fauve de Bourgogne est une race de lapins domestiques, d'origine française. Elle est apparue en Bourgogne au début du XXe siècle, puis s'est répandue dans l'ensemble du territoire français, notamment grâce à sa vitesse de croissance très importante. Aujourd'hui la fédération française de cuniculiculture estime qu'il s'agit de la race comptant le plus d'éleveurs amateurs en France.
Ce lapin de taille moyenne à la couleur fauve caractéristique est élevé comme animal de compagnie ou pour la production de viande. Il forme un cheptel important, en augmentation. Il ne faut pas le confondre avec le lapin nain fauve, qui ne présente qu'une ressemblance de couleur.

## Origine et conception de la race
Le Fauve de Bourgogne a des origines très anciennes, et on trouve depuis des siècles des lapins de couleur rousse en Bourgogne. Ce lapin était élevé en nombre, dans cette région essentiellement, pour sa rusticité, sa précocité et la finesse de sa chair. On l'élevait en effet dans le but d'obtenir rapidement un bon poids de viande.
La robe n'était alors pas clairement établie. Leur teinte dominante était déjà le roux, mais certains sujets étaient marqués de blanc au cou, à la tête et aux pattes. Ceux-ci étaient la prédilection de fermiers, mais guère des cuniculiculteurs : Albert Renard, quelques années avant la Première Guerre mondiale, s'efforce d'établir la race qu'il nomme Fauve de Bourgogne en fixant certains caractères, comme notamment la couleur fauve du pelage. En 1919, dans un numéro de L'Acclimatation, une revue spécialisée dans les animaux de basse-cour, il rédige l'histoire de la race et précise les croisements effectués. Au moyen d'une sélection drastique des sujets afin d'effectuer les accouplements les plus appropriés, il atteint une reproductibilité régulière de la race. La race connaît un bon développement en France, du fait de ses qualités bouchères.
En 1928, l'association AELFB (Association des éleveurs de lapins Fauve de Bourgogne) se forme, chargée de la promotion de la race. En mars 1998, une deuxième association, l'UFELFB (Union française des éleveurs de lapins Fauve de Bourgogne) voit le jour à Châtillon-sur-Seine. En janvier 2012, les deux associations fusionnent sous le nom de CFELFB (Club français des éleveurs de lapins Fauve de Bourgogne). En octobre 2017, les anciens dirigeants de l'AELFB quittent le CFELFB pour recréer l'AELFB (Association des Éleveurs de lapins Fauve de Bourgogne). Publication au Journal officiel, le 4 novembre 2017.
Aujourd'hui, on compte environ 1 130 éleveurs déclarés de Fauve de Bourgogne, qui détiennent 9 200 animaux reproducteurs. Les effectifs semblent en augmentation et la race n'est donc pas menacée. Elle fait toutefois l'objet d'un programme de conservation mené par l'INRA et la fédération française de cuniculiculture dans le cadre du projet de conservation des ressources génétiques RESGEN. Ainsi, des embryons et de la semence de fauve de Bourgogne sont conservés congelés.

## Description

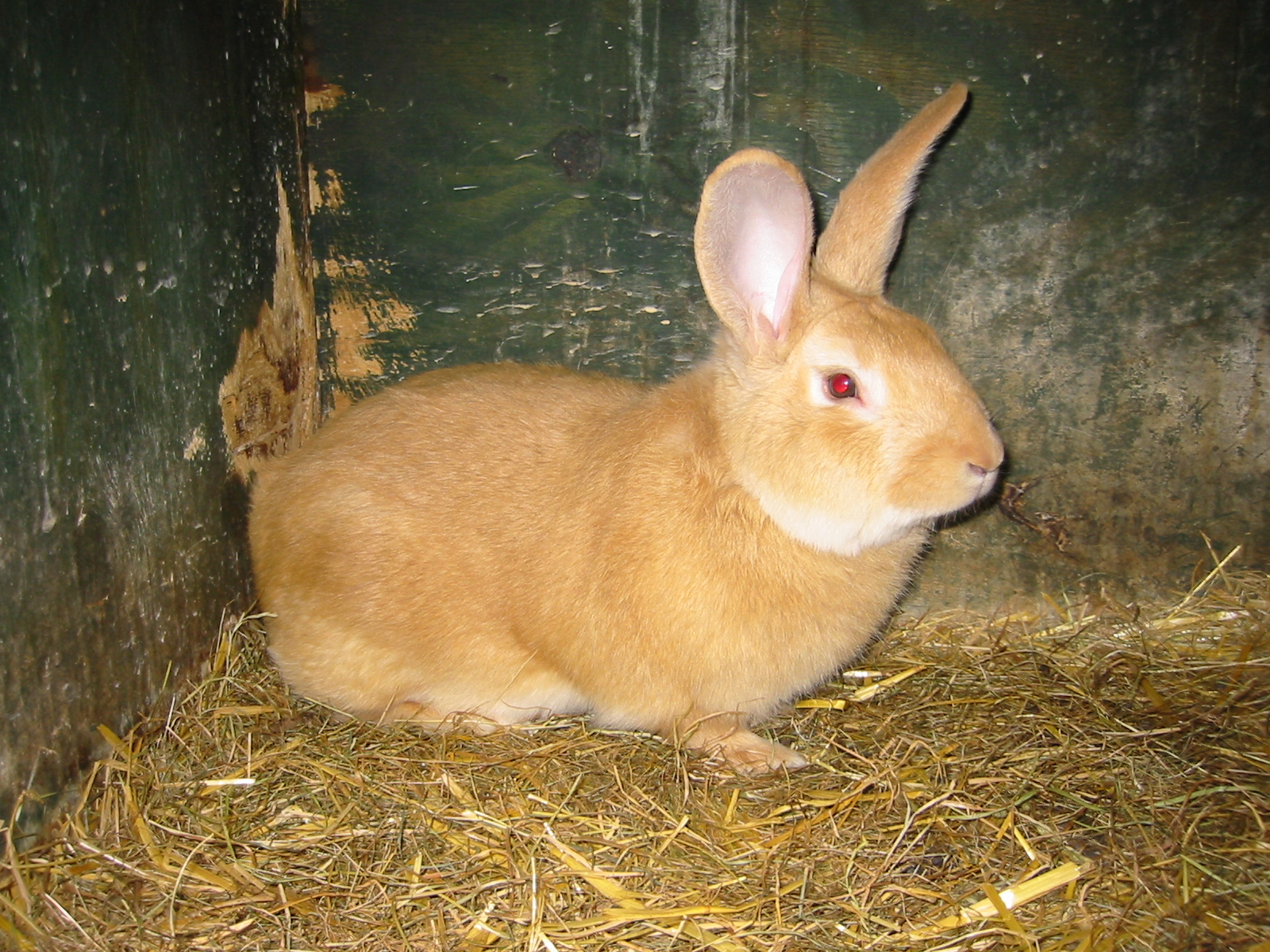
Un Fauve de Bourgogne.

Les critères de jugement sont ceux établis par la Société française de cuniculiculture, qui a adopté le standard de la race le 22 avril 1914.

### Tête, yeux et oreilles
Chez le mâle, la tête est forte, large et bien collée au corps. Chez la femelle, elle est davantage allongée. Le front est large, le nez est assez prononcé et les joues sont bien remplies. Les yeux, quant à eux, ont l'iris brunâtre et sont bien ouverts. Une proéminence ou un enfoncement trop forts des yeux sont considérés comme un défaut au jugement du concours.
Les oreilles sont velues, bien serrées, et robustes en raison de la solide attache cartilagineuse à la base. Le sujet doit les porter bien droites, avec un léger écart en « V » au sommet. Arrondies aux extrémités, leur longueur idéale se situe entre 11,5 cm et 12,5 cm, et ne doit pas être inférieure à 11 cm ou excéder 13 cm.

### Corps et fourrure
L'avant-train doit avoir une largeur égale à celle de l'arrière-train. Les épaules, puissamment développées en largeur, sont bien serrées au corps. La poitrine est large, les côtes forment une cage thoracique ample et le sternum ne doit pas être saillant. Le cou doit être court et suffisamment musclé pour qu'aucune transition entre la tête et le corps ne soit perceptible ; la nuque est ainsi forte et peu apparente. Le décollement de la peau du cou, appelé fanon gulaire, est autorisé chez la femelle mais doit rester simple, arrondi et porté vers le haut de la gorge chez le mâle.
L'arrière-train doit être musclé et bien rempli, sans saillies osseuses, et présenter un arrondi harmonieux, vu du dessus ou des côtés. La nuque est forte et courte et la ligne dorsale est légèrement bombée. La queue prend naissance à la base de la croupe, et doit être portée bien droite et serrée au fessier.
Les membres antérieurs doivent être robustes, courts et droits. Les ongles ont une couleur corne plus ou moins foncée mais qui ne doit pas tendre vers le noir. C'est également le cas pour les ongles des membres postérieurs, dont les cuisses doivent être serrées au corps.
La fourrure doit être lustrée, dense mais sans être de longueur excessive, avec des poils mesurant en moyenne 35 mm. La couleur idéale de la robe est un fauve roux, uniforme, pur et intense, qui descend profondément dans le pelage. Elle est plus pâle autour des yeux, et sur le dessous de la queue, du ventre et du menton.

### Dimorphisme sexuel
La morphologie du lapin et — de facto — les critères de jugement varient selon le sexe de l'animal.
La peau du mâle devient plus épaisse avec l'âge, sa tête est plus large, sa poitrine est plus développée et ses membres, comme pour toutes les races, sont plus musclés. La femelle a un poids plus important, une tête plus fine et un corps plus allongé.

### Grille de notation
Le barème de points utilisé en concours est le suivant :
1. Aspect général : 20 points ;
2. Poids : 10 points ;
3. Fourrure : 20 points ;
4. Tête, yeux, cou : 15 points ;
5. Oreilles, longueur et texture : 15 points ;
6. Couleur et profondeur de teinte : 15 points ;
7. Présentation et soins : 5 points.

Total : 100 points.
Lors d'un concours cunicole, les juges apprécient chacun de ses points et donnent une note, dont le maximum est le barème énuméré ci-dessus. La somme des notes attribuées donne une note sur 100. Pour le poids, les juges disposent de critères de notation objectifs tirés de l'échelle suivante (en kilogrammes) :
- 3,500 - 3,750 : 8 points ;
- 3,750 - 4,000 : 9 points ;
- 4,000 - 4,500 : 10 points ;
- 4,500 - 5,000 : 9 points[1].

## Aptitudes

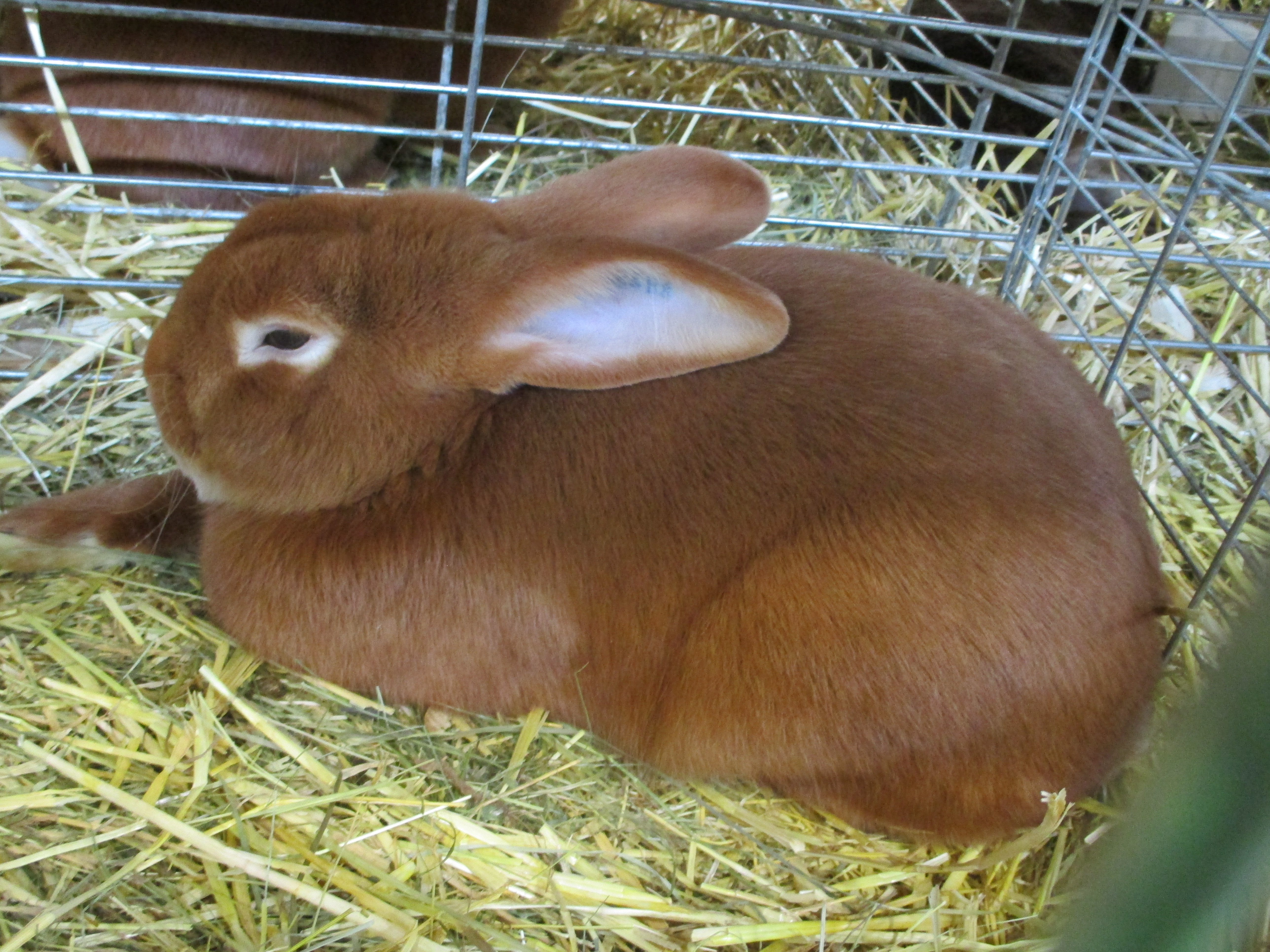
Fauve de Bourgogne primé au salon international de l'agriculture.

Le Fauve de Bourgogne atteint sa taille adulte vers cinq mois et peut commencer à se reproduire dès cinq ou six mois. La prolificité est toutefois moyenne (entre sept et neuf petits par portée), même si le nombre de portées est de quatre ou cinq par an, voire huit en élevage intensif. Très sociable, il fait un excellent animal de compagnie.
Riche en viande de qualité, c'est un lapin trapu, et résistant en raison de sa rusticité. Sa croissance est très rapide : il atteint généralement le poids d'environ 3 kilos vers trois ou quatre mois. Son poids idéal selon le standard français se situe, comme pour toutes les races moyennes, entre 4 kilos et 4,5 kilos. La femelle est davantage allongée. Pour la production de viande, le fauve de Bourgogne peut être élevé en race pure mais est également souvent croisé avec d'autres races comme le néo-zélandais ou le californien. Il produit une viande reconnue pour être savoureuse, avec une saveur persillée, et relativement maigre par rapport à celle d'autres lapins.
Il peut être touché par diverses maladies héréditaires comme la maladie des muscles blancs, le prognathisme mandibulaire ou le glaucome héréditaire.

## Répartition

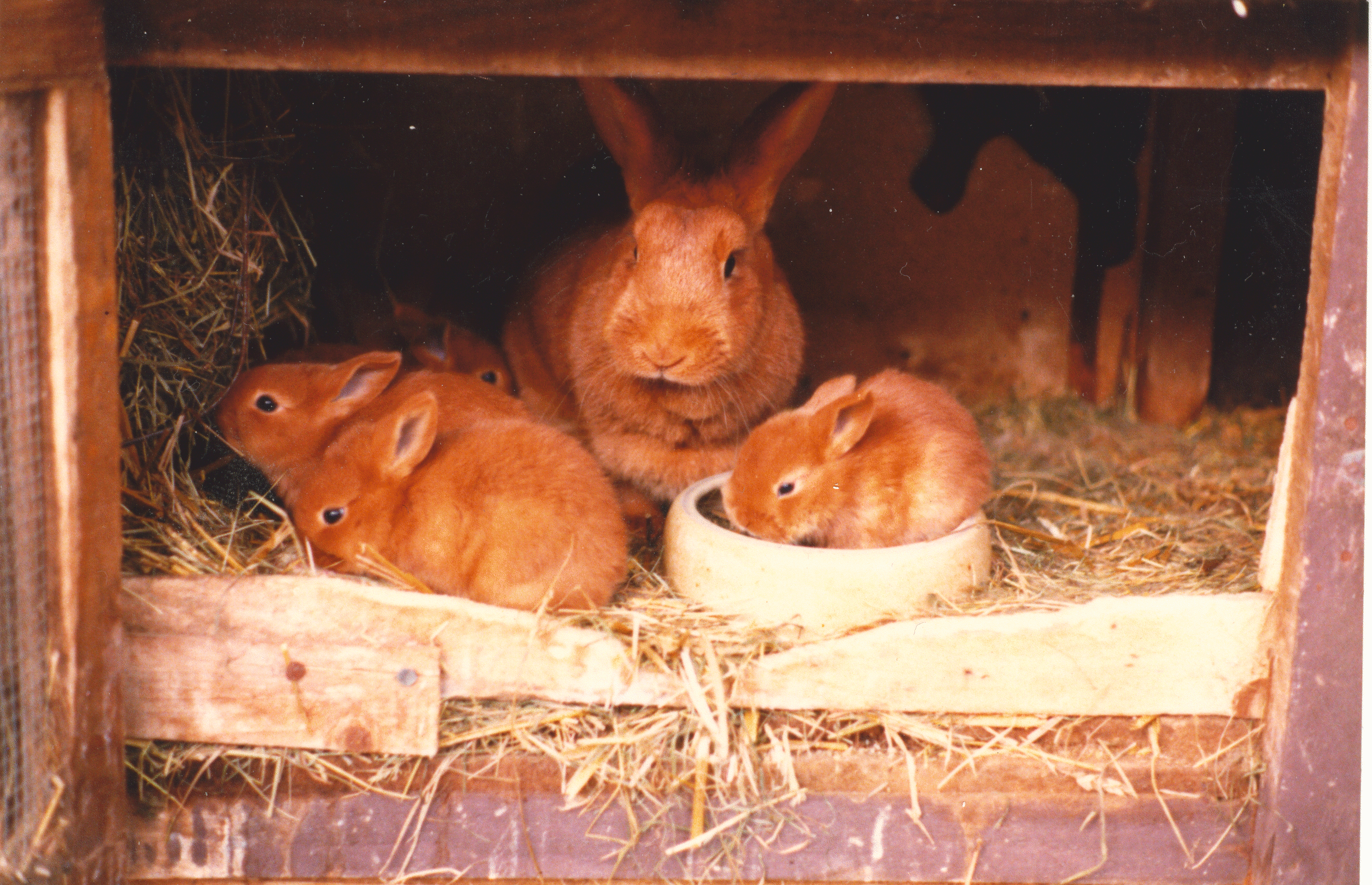
Un néo-zélandais roux et ses petits, une race d'aspect semblable au Fauve de Bourgogne.

La race est originaire de Bourgogne, où elle est encore aujourd'hui bien présente. Son obtenteur Albert Renard situe son aire de répartition en Côte-d'Or et notamment dans la région de Dijon où la race était recherchée pour sa chair. On en trouvait autrefois dans la Nièvre jusqu'à Clamecy, mais surtout dans l'Yonne qui était le département où la race était la plus répandue. Le cheptel se limitait alors aux frontières de la Bourgogne, puisqu'en Champagne dominait l'Argenté. Il connut une diffusion plus large par la suite en raison de sa popularité, si bien qu'on le trouve dans toute la France, jusqu'en Nouvelle-Calédonie, mais essentiellement en Bourgogne et en Alsace.
Le Fauve de Bourgogne est désormais présent à l'étranger. La Suisse en possède un cheptel très proche du type originel défini par Albert Renard. On en trouve également en Belgique, en Espagne ainsi qu'en Italie. Le Fauve de Bourgogne a aussi servi à l'élaboration d'une race américaine, au début du XXe siècle : Albert Thomas confirme en effet la parenté biologique de la race avec le néo-zélandais roux. Par ailleurs, des croisements sont fréquemment effectués avec des sujets de race Argenté de Champagne, Géant blanc du Bouscat ou des Californiens.